# 사법형식의 행정작용
사법형식의 행정작용은 행정의 행위형식으로 행정권이 사법의 형식으로 행하는 방식으로 광의의 국고행정이라 부르기도 한다.

## 한계
각 행정청이 갖는 권한의 범위 내에서만 가능하다.

## 참고 문헌
- 김철용, 행정법, 고시계사, 2015.

## 같이 보기
- 우체국